# Andrzej Mikulski (architekt)
Andrzej Mikulski (ur. 1974) – polski architekt.

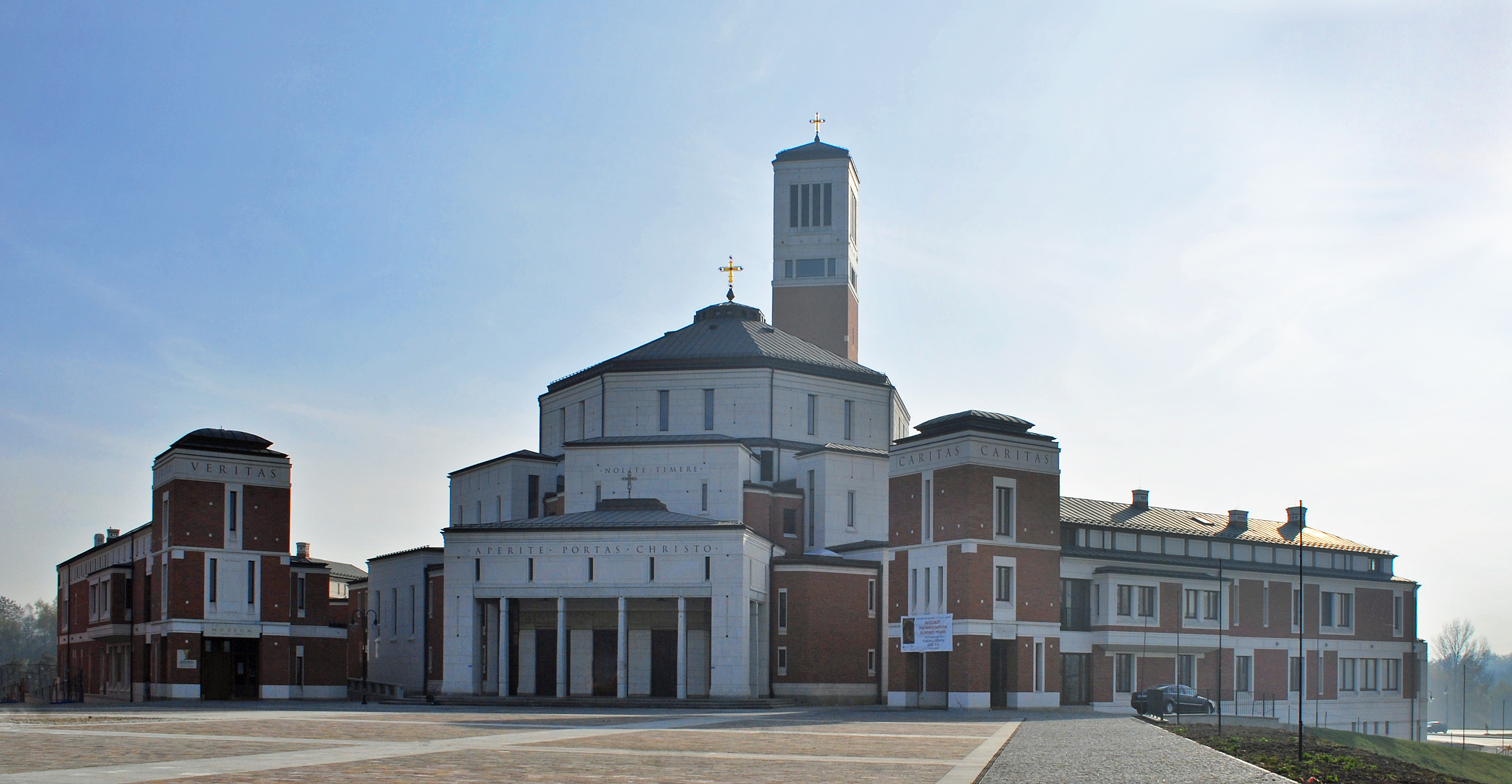
Centrum Jana Pawła II,
Kraków ul. Totus Tuus 32

## Życiorys
Absolwent Wydziału Architektury Politechniki Krakowskiej. W roku 2000 za pracę dyplomową „Kościół i Klasztor dominikański - miasteczko studenckie w Krakowie” wraz ze swoim promotorem, prof. Dariuszem Kozłowskim, został laureatem konkursu Zarządu Głównego Stowarzyszenia Architektów Polskich „Dyplom Roku 2000”. Brał udział w projektowaniu kompleksu handlowego Złote Tarasy w Warszawie. Jego pierwszysm wielkim projektem jest krakowskie Centrum Jana Pawła II „Nie lękajcie się”. 
Inny jego projekt, to będący w budowie kościół pw. bł. kard. Stefana Wyszyńskiego w Ochotnicy Dolnej.
Prowadzi własną pracownię architektoniczną w Krakowie.
Publikował w miesięczniku „Architekturze i Biznesie” i w „Architekturze”.